# Понти, Луи де
Луи де Понти (фр. Louis de Pontis; 1583, замок Понти в Провансе — 14 июня 1670, Париж) — маршал Франции, писатель.

## Биография
Провансальский дворянин. В шестнадцать лет Луи де Понти поступил на воинскую службу, получил у короля Людовика XIII чин гвардейского лейтенанта, служил в полку де Брессе, затем начальником гвардии.
Отличился своей храбростью и благоразумием. Через некоторое время, король предложил ему должность генерального комиссара Швейцарии, но он вынужден был отказаться из-за козней и противодействия кардинала Ришельё, на службе к которому Луи де Понти отказался вступить.
Участвовал в военных компаниях в Нидерландах и Германии. После 56 лет службы в королевской армии был назначен маршалом Франции.
Вëл полную приключений жизнь, воспроизведённую в «Mémoires de Monsieur de Pontis» (Париж, 1676), записанных, по его рассказам, его другом дю Фоссэ.
Именно под его именем были опубликованы воспоминания, которые после первого издания в 1676 году в 2 томах, неоднократно переиздавались, в том числе в Амстердаме в 1678, позже в 1715 г. и в «Коллекциях» Петито-Монмерк («Coll. des Mémoires». П., 1819—14, т. XXXI и XXXII) и Мишо-Пужула (1834—36).
Эти мемуары, написанные в легком стиле, весьма интересны и правдиво изображают Францию того времени и действия кардинала Ришельё.

## Источник
- Понти, Людовик // Энциклопедический словарь Брокгауза и Ефрона : в 86 т. (82 т. и 4 доп.). — СПб., 1890—1907.